# Reprezentacja Czech w hokeju na trawie mężczyzn
Reprezentacja Czech w hokeju na trawie mężczyzn  jest jednym z zespołów narodowych w Europie. Nie startowała dotychczas w igrzyskach olimpijskich i mistrzostwach świata oraz w Champions Trophy. Dwa razy brała udział w mistrzostwach Starego Kontynentu, zajmując 8. miejsce w 2007 i w 2013 roku.

## Osiągnięcia

### Igrzyska olimpijskie
- 1994-2024 nie uczestniczyła

### Mistrzostwa świata
- 1990-2023 nie uczestniczyła

### Mistrzostwa Europy
- nie uczestniczyła - 1995
- nie uczestniczyła - 1999
- nie uczestniczyła - 2003
- nie uczestniczyła - 2005
- 8. miejsce - 2007
- nie uczestniczyła - 2009
- nie uczestniczyła - 2011
- 8. miejsce - 2013
- nie uczestniczyła - 2015
- nie uczestniczyła – 2017
- nie uczestniczyła – 2019
- nie uczestniczyła – 2021
- nie uczestniczyła – 2023